# Micva
Micva (hebrejsky מִצְוָה‎, plurál: מִצְוֹת‎, micvot) znamená „přikázání“, ale v hlubším slova smyslu také „spojení“. Samotné slovo se v rámci judaismu používá jako označení pro:
- jedno ze 613 přikázání (hebrejsky: תרי״ג מצוות‎), která se nachází v Tóře, a která byla přijata od Hospodina. V rabínské literatuře byly tyto příkazy nazývány micvot de-orajta (aramejsky: מצוות דאורייתא), doslova „přikázání z Písma.“ Někdy se označují jako tarjag micvot (hebrejsky: תרי״ג מצוות‎) podle hebrejského akronymu TaRJaG, který označuje numerickou hodnotu 613.
- jedno z přikázání židovského náboženského práva stanovených rabíny a nazývaných micvot de-rabanan (aramejsky: מצוות דרבנן)
- někdy se jako micva označuje i akt lidskosti. V širším smyslu se tak tedy jedná o každý dobrý čin, který je v souladu s duchem Tóry.

Počet 613 micvot se dělí na 248 pozitivních přikázání (hebrejsky: מצוות עשה‎, micvot ase) a 365 zákazů (hebrejsky: מצוות לא תעשה‎, micvot lo ta'ase). Podle Talmudu je počet zákazů odvozený od počtu dní solárního roku a počet pozitivních příkazů od počtu kostí v lidském těle. Podle jiného vysvětlení zprostředkoval 611 přikázání Židům Mojžíš (611 je numerická hodnota slova Tóra) a chybějící přikázání jsou první dvě přikázání Desatera, která byla zvěstována přímo z Hospodinových úst.
Nejznámější výpočet 613 přikázání vypracoval Maimonides ve svém díle Sefer ha-micvot.